# Bezvodno, Kărdjali
Bezvodno (în bulgară Безводно) este un sat în comuna Cernoocene, regiunea Kărdjali,  Bulgaria. 

## Demografie
Componența etnică a satului Bezvodno
     Turci (98,8%)
     Nicio identificare (1,19%)
     Altele (0%)
La recensământul din 2011, populația satului Bezvodno era de 84 locuitori. Din punct de vedere etnic, majoritatea locuitorilor (98,8%) erau turci. Pentru 1,19% din locuitori nu este cunoscută apartenența etnică.